# Баршамін
Баршамін, також Баршімніа, Барша (вірм. Բարշամին, дос. «Син неба») — у вірменській міфології богиня, яка виступає противником богів і героїв (Вахагна, Арама та ін.)

## Опис
Образ сходить, мабуть, до Баалшамема, культ якого був поширений в Стародавній Вірменії. Побудований на честь Баршама храм і статуя зі слонової кістки, вивезена з Месопотамії Тиграном II (I ст. до н. е.) і встановлена в селищі Тордан (на північний захід від сучасного міста Ерзінджан в Західній Вірменії, на території сучасної Туреччини), були зруйновані після прийняття в Вірменії християнства в 301 р.